# 4-硝基苯酚钠
4-硝基苯酚钠是一种有机化合物，化学式为C6H4NO3Na。它可由4-硝基苯酚和氢氧化钠反应得到。它和三氯化六氨合钴反应，可以得到三(4-硝基苯氧基)六氨合钴(III)。它和二异丙氨基二氯化磷反应，可以得到二(4-硝基苯氧基)(二异丙氨基)磷。